# Mioglia
Mioglia (im Ligurischen: Mieuja) ist eine italienische Gemeinde mit 509 Einwohnern (Stand 31. Dezember 2023) in der Region Ligurien. Politisch gehört sie zu der Provinz Savona.

## Geographie
Mioglia liegt im nördlichen Abschnitt des Ligurischen Apennins in einer weiten Ebene, die vom Bach Mioglia durchflossen wird, einem rechten Nebenfluss des Erro. Die Gemeinde gehört zu der Comunità Montana del Giovo und ist etwa 30 Kilometer von der Provinzhauptstadt Savona entfernt.
Nach der italienischen Klassifizierung bezüglich seismischer Aktivität wurde die Gemeinde der Zone 4 zugeordnet. Das bedeutet, dass sich Mioglia in einer seismisch inerten Zone befindet.

## Klima
Die Gemeinde wird unter Klimakategorie E klassifiziert, da die Gradtagzahl einen Wert von 2384 besitzt. Das heißt, die in Italien gesetzlich geregelte Heizperiode liegt zwischen dem 15. Oktober und dem 15. April für jeweils 14 Stunden pro Tag.